# Manifest Stowarzyszenia do Walki przeciw Poetom
Manifest Stowarzyszenia do Walki przeciw Poetom – manifest grupy młodych pisarzy bułgarskich z miasta Jamboł, opublikowany pierwotnie jako odrębna ulotka w sierpniu 1926 roku. Manifest, mający objętość czterech stron, został wydany w dwu wersjach. Jedna, anonimowa (podpisana przez Stowarzyszenie do Walki przeciw Poetom), została rozesłana do redakcji różnych czasopism w Sofii i na prowincji. Druga, wydana w mniejszym nakładzie, była rozprowadzana przez autorów (Kiriła Krystewa, Wasiła Petkowa, Nediałko Gegowa, Totiu Brynekowa) w gronie znajomych.
Autorzy manifestu byli związani z futuryzmem, propagując go na łamach wydawanych przez siebie czasopism „Lebed” (1921-1922) oraz „Crescendo” (1922). Kirił Krystew uznał po latach ukazanie się tego manifestu za „dadaistyczny żart”. Przyznał jednocześnie, iż jego pomysłodawcą był Wasił Petkow, zaś jego dziełem było wprowadzenie do manifestu postulatów estetycznych.
Manifest zawierał obszerne uzasadnienie powstania Stowarzyszenia, odnoszące się głównie do krytycznego spojrzenia na współczesną sztukę, w tym przede wszystkim literaturę. Lista argumentów przeciwko sztuce współczesnej została podzielona na trzy części: metafizyczne, społeczne i estetyczne. Krytyka dotychczasowej sztuki, zwłaszcza literatury, a także pietyzmu, szacunku dla artyzmu, była bardzo radykalna. W tekście znalazło się m.in. stwierdzenie, że autorem przyzwoitego tomiku wierszy może zostać każdy oczytany inteligent, nawet gimnazjalista i wcale nie potrzeba do tego „daru bożego”. W innym miejscu padają słowa: „Publiczność żywi szczególny szacunek dla wiersza: jeśli największy idiota zdoła zrymować jakąś tam myśl – urasta w jej oczach”. W rezultacie manifest, pomyślany jako żart, wywołał w bułgarskich kręgach literackich żywy odzew krytyczny. Wypowiadali się w jego sprawie m.in. pisarze Anton Straszimirow, Angeł Karalijczew, Christo Bryzicow oraz literaturoznawca Konstantin Gyłybow, który jako jedyny dostrzegł w manifeście zabawę literacką.
Manifest został przełożony na język polski przez Wojciecha Gałązkę i opublikowany w tomie Bułgarskie programy i manifesty literackie, Kraków 1983, s. 124–128.